# شهرستان انکوآب
بخش انکواب (به لاتین: Ancuabe District) یک منطقهٔ مسکونی در موزامبیک است که در Cabo Delgado Province واقع شده‌است.

## خصوصیات
بخش انکواب ۱۰۹٬۷۹۲ نفر جمعیت دارد.